# Aj Dirtystein
 (juillet 2018).
 (mars 2018).
Si vous disposez d'ouvrages ou d'articles de référence ou si vous connaissez des sites web de qualité traitant du thème abordé ici, merci de compléter l'article en donnant les références utiles à sa vérifiabilité et en les liant à la section « Notes et références ».

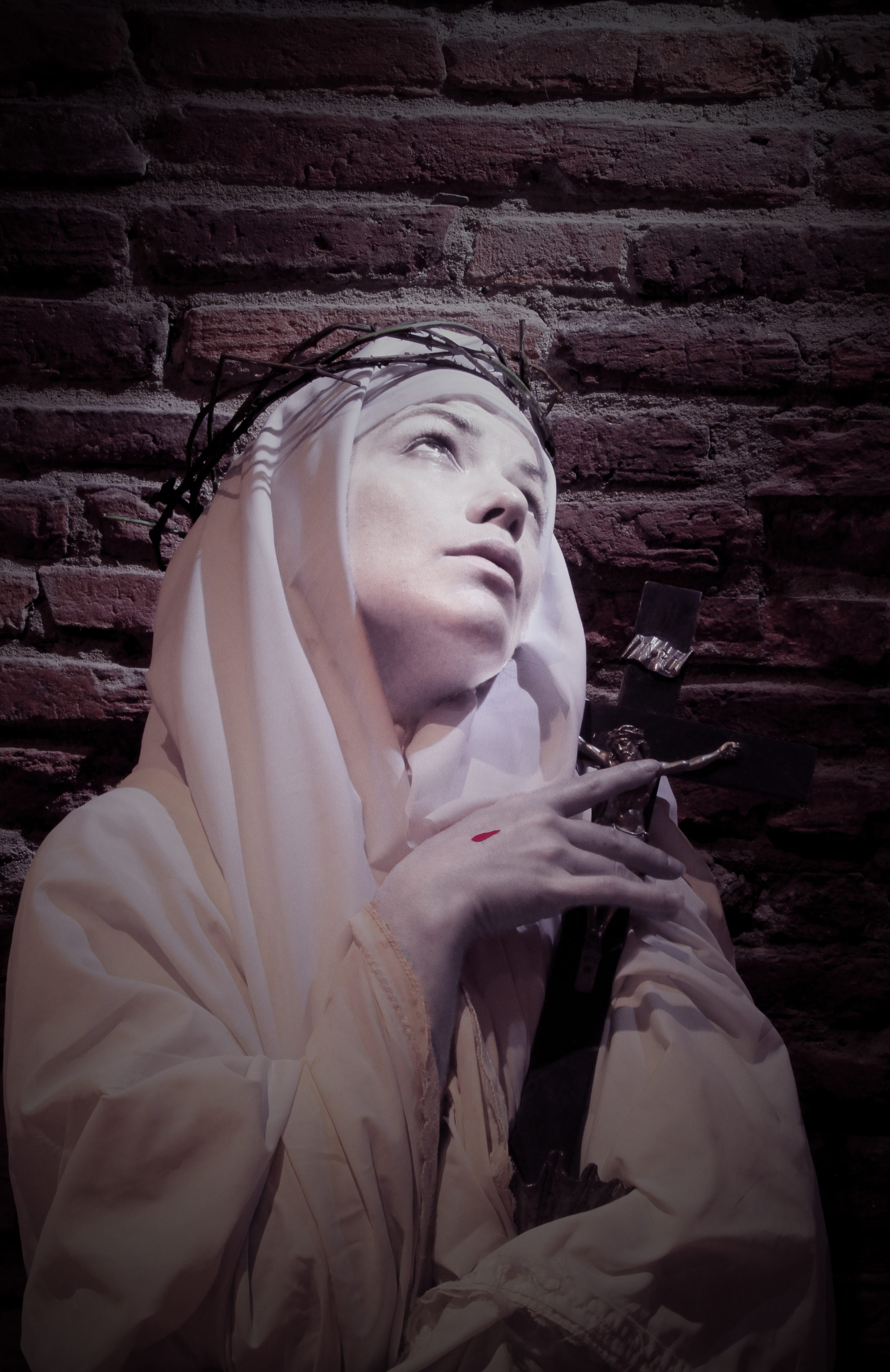
Les seuls bijoux que peuvent porter les épouses de jésus sont les épines, Photographie numérique, 2018

Anne-Julie Dirtystein dite Aj Dirtystein, née le 23 juillet 1984, est une artiste plasticienne, performeuse et tarologue française.
Docteure des universités, son travail aborde la notion de charnel et de sauvage à travers une pratique de rituels mystiques et corporels : l'expérimentation du conscient et de l’inconscient afin de côtoyer le Divin qui sommeille en chacun.

## Biographie
Née le 23 juillet 1984, Anne-Julie Dirtystein a grandi dans une famille nombreuse où la religion et la spiritualité tiennent une place prédominante. Amoureuse de Jésus enfant, cette relation étroite avec le Divin (dans sa définition la plus large) et la notion de sacralité l'amène rapidement à créer et à se réapproprier les iconographies et archétypes religieux, et ce dès l'adolescence.
En 2010, elle acquiert un diplôme en Master 2 Recherches en créations artistiques, à l'Université de Toulouse, où elle réalise ses premières performances et vidéos. Sa recherche artistique aboutit vers une thèse en Littératures française, francophone et comparée, qu'elle soutiendra en 2014 à Bordeaux. Étroitement liée à sa pratique artistique qu'elle mène en parallèle, elle y aborde les femmes artistes et auteures insoumises qui invitent à interpréter la part sauvage de chacun et chacune.
En 2016, Aj Dirtystein part au Canada où elle entreprend un post-doctorat en sciences sociales à l'Institut de Recherches et d'Études Féministes de l'UQAM. Elle se penche alors sur la question des artistes et auteures travailleuses du sexe (Grisélidis Réal, Virginie Despentes). Avec sa directrice, Maria Nengeh Mensah, elle codirige un ouvrage, Le témoignage intime et sexuel : un levier de changement social ?, publié par les Presses de l'Université du Québec.
Les œuvres de Aj Dirtystein questionnent les corps et le lien que l'on entretient avec le charnel dans notre société, en mêlant esthétique fétichiste et religieuse. Une de ses premières performances, Accords Perdus (2011) où elle aborde le sujet du viol, est un voyage vers un monde douloureux, aussi bien physiquement que psychiquement. Voyage vers les entrailles, entre chaos et onirisme, Aj Dirtystein affirme une esthétique symbolique qu'elle juge nécessaire pour libérer les corps des frontières sociales et morales qui leur sont imposées.
Dans sa série Post-Érotisme (2012-2014), elle propose notamment l'expérience de la transsubstantiation en se blessant et offrant son propre sang au public. Aj Dirtystein incarne le Christ, le martyre et le prêtre : le guide vers le Divin. Avec cette performance, elle cherche à redéfinir la définition du corps, au-delà de sa notion charnelle. Peint de blanc au cours de ces performances-rituelles, il renvoie à un corps universel, sans superficialité. D'ailleurs de la peau, elle en fait un usage particulier. Quand elle n'est pas recouverte de poudre de riz, c'est pour mieux se revêtir de latex liquide qu'elle arrache sur scène. Aj Dirtystein fait de la peau un élément clé dans la compréhension de son œuvre : faire peau neuve par la blessure.
Si à l'origine, son travail de recherche et artistique s'inscrivait dans une approche du féminisme pro-sexe, Aj Dirtystein y mêle sa pratique du tarot de Marseille et ainsi se tourne vers l'individualité de chacun. La performance artistique, médium qu'elle privilégie, devient alors un moyen de connaissance de soi : parvenir à expérimenter son soi intérieur à travers la création et l'expression corporelle. De ce fait, son approche artistique renoue avec l'acte du rituel mystique, qui était déjà omniprésent dans son travail par l'utilisation de symboles : au-delà du partage, Aj Dirtystein souhaite une communion avec les individus qui assistent à ses performances. De simples spectateurs, elle tente de faire des membres du public, ceux qui sont réceptifs, des acteurs de l'action qui se déroule, transformant la performance en cérémonie. Sa dernière œuvre, Les Seuls bijoux que peuvent porter les épouses de Jésus sont les épines (2018) s'inscrit pleinement dans cette démarche. Au cours de cette performance-cérémonie, les spectateurs et les performeurs renouent avec leurs origines, leur généalogie, en utilisant le sang tabou (sang de l'avortement, de l'accouchement, des fausses-couches et des menstruations). Là encore, la métaphore du sang du Christ est évidente, donnant une symbolique mystique et salvatrice au sang des femmes,,,,,,,,.
Par ailleurs, Aj Dirtystein anime des stages et ateliers abordant cette approche du soi par la pratique de la performance et du Tarot.

## Performances
- Accords Perdus, avec : Sacha Bernardson (musique), Thibault Majorel (chant), Mahdi Sehel (danse), Satomi Zpira (Shibari). Texte tiré de l'ouvrage de Virginie Despentes, King Kong Théorie, 2006.
- Post-Érotisme, série de quatre performances :
  - Introduction au post-Érotisme, vidéo-performance, 2011.
  - Action no 1 Post-Érotisme : Les Souliers Rouges, 2012.
  - Action no 2 Post-Érotisme : Priez pour nous, 2012.
  - Action no 3 Post-Érotisme : À cœur ouvert, 2012.
  - Action no 4 Post-Érotisme : Je tombe avec toi, 2013.
- Les Seuls bijoux que peuvent porter les épouses de Jésus sont les épines , Performance-Cérémonie, 2018. Avec : Héléna Patricio, Aurélie Cheneau, Sacha Bernardson (chant et musique), Domnique Jansana (musique).

## Films
- Don't Pray for us, court-métrage, 2014[12].

Dans ce court-métrage, Aj Dirtystein reprend sa performance Priez pour nous, point de départ d'un voyage vers soi, transmit notamment par la communion avec les histoires et les corps qui nous entourent. Ce film a été diffusé dans de nombreux festivals et lieux d'expositions (Porn Film Festival de Berlin (2015), Bay Area Sex Worker Festival de San Franscisco (2015)). Montage : Baptiste NHK  - Cadreurs : Simon Dirtystein & Jean-Noël Thierry, Baptiste NHK - Musique : Sacha Bernardson.
- Pagan Variations, long-métrage, 2016[13].

Ce film reprend la performance Je tombe avec toi qui devient alors le portail à franchir pour accéder à la connaissance de soi et rencontrer les vingt-deux arcanes majeures du Tarot de Marseille, incarnées chacune par des performeurs et performeuses. Ce film a ainsi donné lieu à la création de son propre jeu de Tarot illustré en série limitée. Pagan Variations a été diffusé dans de nombreux festivals et lieux d'expositions (Porn Film Festival de Berlin (octobre 2016), Post Mortem Bizarre Festival de Aguascalientes (novembre 2016), Pop Porn Festival de Sao Paulo (juin 2017)). Montage : Baptiste NHK - Cadreurs : Simon Dirtystein & Jean-Noël Thierry, Antoine Bodo - Musique : Sacha Bernardson - Logistique : Philippe Enzo Puxeddu, Fred le Chevalier

## Plasticités
- Métamorphoses, vidéo-installation-photographies, 2012, Toulouse.
- Série A nos mères, photographies, 2012.
- Série Filles de Pute & Menstruosité, acrylique, encres et sang menstruel, 2012-2014.
- Série Les Contemplations, photographies, 2013-2016.